# Groupement Mousquetaires
Pour les articles homonymes, voir Mousquetaire (homonymie).
Le Groupement Mousquetaires est un groupe de grande distribution française créé le 15 septembre 1969 par Jean-Pierre Le Roch.

## Histoire

### Genèse d'une enseigne alimentaire de la grande distribution

#### EX
Au commencement, trois commerçants — Gildas Paré, Jean-Pierre Le Roch et Edouard Leclerc — travaillaient au sein de la Distribution E. Leclerc. Le 15 septembre 1969, 92 adhérents au sein du groupement E.Leclerc suivent Jean-Pierre Le Roch alors en désaccord avec Édouard Leclerc pour former une nouvelle enseigne : les Ex, Offices de distribution. À la suite du rachat du nom d'origine par Exxon, et sur le schéma d'autres enseignes tel Euromarché, elle choisira de s'appeler Intermarché.

#### Intermarché
En 1973, Intermarché succède à « Ex, Offices de distribution ». Le pétrolier Exxon (connu hors des États-Unis sous la marque Esso) souhaite en effet alors racheter le nom de toutes les enseignes commençant par EX.
Le 9 juin 2009, le groupe Les Mousquetaires annonce la généralisation de l'enseigne Intermarché à l'ensemble de ses magasins alimentaires classiques, hormis Netto qui propose des produits à bas prix.
Ainsi, Intermarché se décline en fonction de la surface de vente, ainsi que de son emplacement : 
- Intermarché Hyper pour les plus grands magasins ;
- Intermarché Super pour la plupart des Intermarché ;
- Intermarché Express pour les points de vente installés en centre-ville remplaçant certains Écomarché ;
- Intermarché Contact pour remplacer les anciens magasins Écomarché et relais des Mousquetaires à la campagne.

#### Le Relais des Mousquetaires et Écomarché

Logo d'Ecomarché jusqu'en 2010

L’enseigne Écomarché a été créée en 1986. On a compté 330 magasins de France. Les magasins ont dans un premier temps une surface de 400 à 800 mètres carrés. L'enseigne s’implante principalement dans des zones rurales et des centres-villes, et elle communique sur la vente de produits à bas prix[réf. nécessaire].
À partir de 2009, les magasins se répartissent, pour la plupart, entre deux déclinaisons de l’enseigne Intermarché, en fonction de leur superficie : ils deviennent Intermarché Contact s’ils font moins de 1 500 mètres carrés et Intermarché Super s'ils font plus. Certains quittent alors le groupement Les Mousquetaires, et prennent d’autres enseignes de supermarchés de proximité, G20 ou encore Coccinelle (du groupe Codifrance).
Début 2010, le site Internet Écomarché redirige directement sur celui des magasins Intermarché. Début 2011, l’enseigne a quasiment disparu, quelques rares magasins l’exploitent encore : à compter du 6 février 2012, il reste environ 110 Écomarché sur toute la France (hors Corse)[réf. nécessaire].

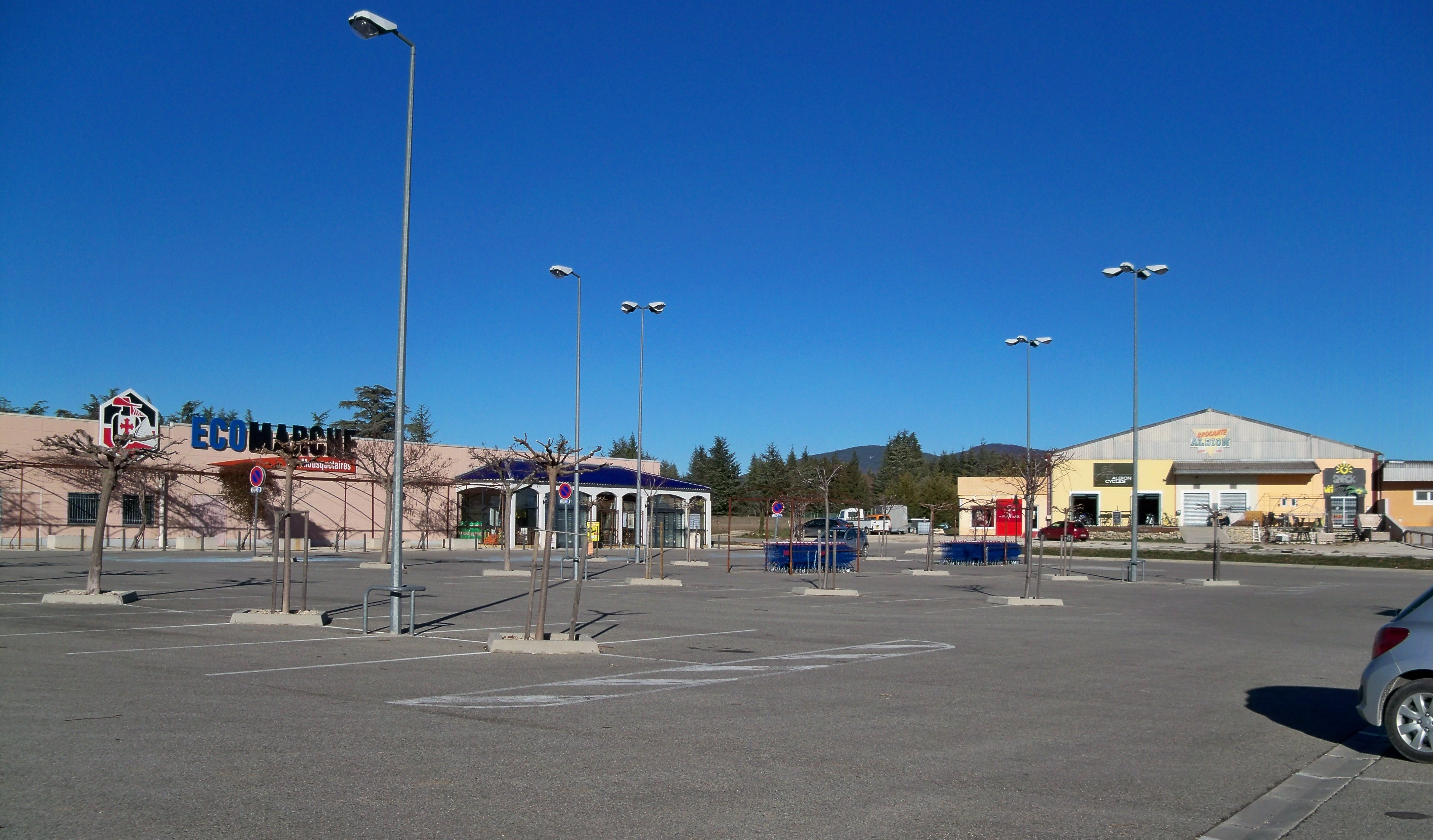
Un Ecomarché devenu Intermarché Contact, à Sault en France.

Le Relais des Mousquetaires était une enseigne commerciale de proximité du groupe français de grande distribution : Les Mousquetaires. Les magasins de l'enseigne étaient principalement des magasins franchisés, ils étaient installés dans les villes, les campagnes, au sein de campings ou sur des îles bretonnes telles que l'Île-aux-Moines ou Houat.
À partir de 2009, les magasins se répartissent, pour la plupart, entre deux déclinaisons de l’enseigne Intermarché, en fonction de leur superficie : ils deviennent Intermarché Express, ou Intermarché Contact s’ils font plus de 700 mètres carrés. Certains franchisés quittent alors le groupe Les Mousquetaires lors de ce changement, et prennent d’autres enseignes de supermarchés de proximité, comme Vival, ou Shopi du groupe Carrefour.
Il existe également « Le Marché des Mousquetaires », regroupant plusieurs enseignes du groupement. Les magasins Intermarché disposent donc dans certaines villes d'un espace restauration sous le nom de Poivre Rouge, nouveau concept de l'ex-chaîne Restaumarché.

### Diversification commerciale

#### Équipement de la maison (Bricolage / Décoration / Jardinage)
Les Mousquetaires investissent dans diverses marques en lien avec les activités de bricolage, jardinage et d'entretien de la maison.

##### Bricomarché et Brico Cash

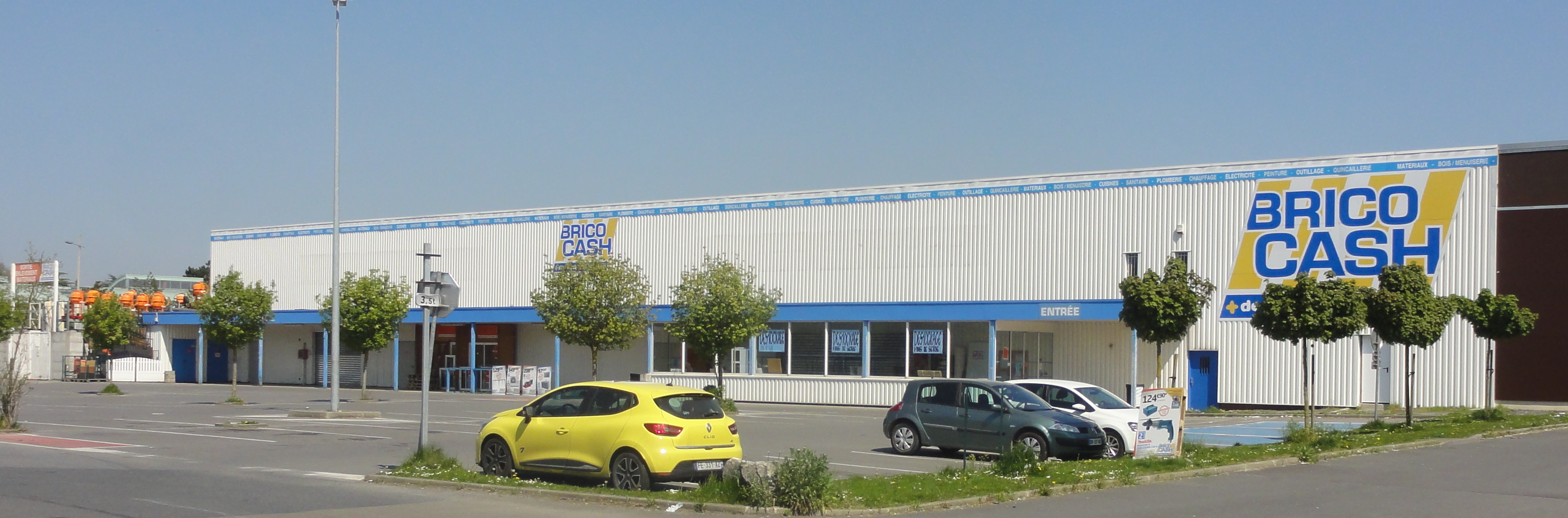
Enseigne Brico Cash à Somain, dans le Nord.

Née en 1979, Bricomarché est la première enseigne de distribution de produits non alimentaires créée par le groupement des Mousquetaires. Elle est spécialisée dans l’équipement de la maison.
Elle s'internationalise, en 1997 par son partenariat avec le canadien Rona et ouvre des magasins au Portugal en 1998 puis, en Pologne en 2000.
L'enseigne Logimarché, créée en 1998, afin d’adapter la marque au contexte rural revêt les couleurs de Bricomarché à partir de 2007.
Elle compte, en 2016, 502 points de vente en France, 35 au Portugal et 120 en Pologne. De plus, le groupe développe le concept entrepôt sous l'enseigne Brico Cash, magasin de bricolage à prix discount (22 magasins en France).

##### Bricorama
En janvier 2018, Les Mousquetaires, via leur filiale ITM Equipement de la Maison, rachètent l’enseigne Bricorama.

##### Reprise de magasins Tridôme
Début octobre 2023, Les Mousquetaires annoncent reprendre dix magasins de bricolage et trois jardineries sous enseigne Tridôme dans le sud de la France, un ensemble pesant 150 millions d'euros de chiffre d'affaires et 600 salariés.

#### Restauration
Les Mousquetaires développent une marque de restauration, d'abord Restaumarché puis Poivre Rouge.

##### Restaumarché et Poivre Rouge
Créé en 1980, Restaumarché est une enseigne de restauration traditionnelle avec service à table.
En 2011, l'enseigne de restaurants-grills Poivre Rouge est développée afin de lui succéder.
En juillet 2019, les 78 restaurants Poivre Rouge sont cédés au groupe La Boucherie lors d'une transaction dont le montant n'a pas été dévoilé. Par ce désengagement, le groupe Les Mousquetaires affirme sa volonté de se recentrer sur certaines activités dont la restauration ne fait pas partie.

#### Pôle Mobilité (automobile et scooter)
Les Mousquetaires (ITM Automobiles) créent une enseigne spécialisée dans l'entretien et la réparation automobile et au fur à mesure du temps, acquiert plusieurs enseignes de même type.

##### Stationmarché et Roady
En 1982, le groupement crée Stationmarché à Saint-Marcel, une enseigne spécialisée dans l'entretien et la réparation automobile. Elle ouvre son premier point de vente à l'international, au Portugal, en 1998. Roady lui succède le 17 novembre 2004 en France puis au Portugal en 2009. Elle compte, aujourd'hui 125 points de vente en France et 32 au Portugal.

##### Rapid Pare-Brise
C'est à l'été 2018 que l’enseigne Rapid Pare-Brise a rejoint le Groupement Les Mousquetaires, enseigne créée en 2013 qui englobent la réparation et le remplacement de pare-brise et le traitement anti pluie "Stoprain" mais également le remplacement des essuie-glaces. Fort de près de 240 centres en France, Rapid Pare-Brise occupe la quatrième place au classement des spécialistes de la réparation et du remplacement des vitrages automobiles et c'est même vu décerner en 2019 et 2020, le titre de « Meilleure enseigne de réparation vitrage » par le magazine Capital,.

##### Rapid Auto-Glass
En même temps que le rachat de Rapid Pare-Brise en France, ITM Automobiles/Les Mousquetaires a acquis l'enseigne similaire à Rapid Pare-Brise, Rapid Auto-Glass présent en Belgique, Allemagne et au Luxembourg.

##### American Car Wash
Dans l'achat de Rapid-Pare-Brise à l'été 2018, ITM Automobiles se rend également acquéreur de l'enseigne American Car Wash disposant de près de 30 tunnels de lavage de véhicules en France.

##### Izyscoot
Izyscoot se présente comme le spécialiste de l’entretien et de la réparation de motos et scooters multimarques qui a rejoint le pôle mobilité du groupement Les Mousquetaires en 2019 et qui se développe ainsi dans les centres Roady et Rapid Pare-Brise sous forme de corner, d'ateliers mobile, mais aussi à travers des ateliers ouverts en solo comme à Boulogne-Billancourt dans les Hauts de Seine au plus proche des grandes entreprises partenaires comme le Groupe TF1, Bouygues Telecom, Canal+, Vinci Park, Johnson & Johnson, Euro Sport, BNP Paribas, Engie, Société Générale, Microsoft…).

#### Libre-service de gros

##### Procomarché
Les Mousquetaires créent en 1988 l'enseigne Procomarché, spécialisé dans le libre-service de gros. Étant en difficulté depuis sa création, elle disparaît progressivement dans le milieu des années 1990 jusqu'en 2000 où elle est abandonnée.

#### CDM et Netto
En 1991, Les Mousquetaires créent leur propre enseigne de hard-discount sous le sigle CDM (Comptoir des marchandises) afin de contrer l'arrivée des hard-discounters allemands en France.
De 1995 à 2005, le groupement s'empare de l’enseigne allemande Netto et renomme ses magasins français en 1995.
On compte en 2012, en France, 335 points de vente Netto.

#### Espace Temps & Culture et loisirs

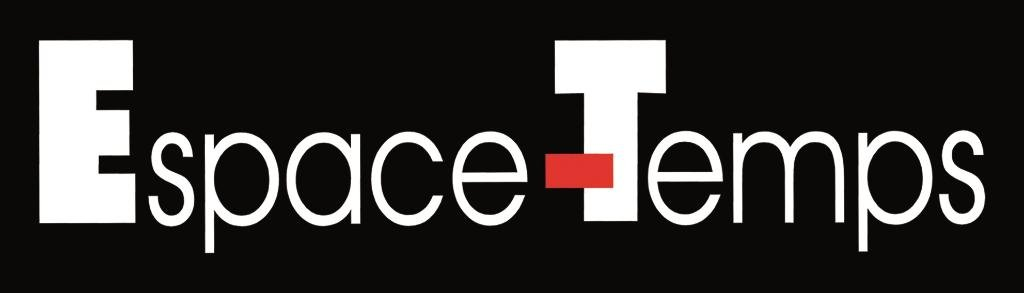
Logo du magasin Espace Temps d'Égly

Les Mousquetaires se lancent dans la vente de produits culturels en 1994 en ouvrant un premier magasin à Égly sous le nom de Espace Temps. L'enseigne compte en 2004 huit unités pour une surface de 700 m2. L'enseigne subit une remise à neuf à partir de 2007, le premier magasin ayant testé le nouveau concept est celui de Rambouillet. L'enseigne change alors de nom pour Culture et loisirs et l'implantation est plus orientée dans les galeries marchandes très fréquentées. Le magasin d'Égly garde tout de même son ancien nom sans pour autant toujours appartenir au groupement Les Mousquetaires.

#### Vêtimarché et Vêti
Le groupement crée Vêtimarché, enseigne de prêt-à-porter, en 1986. L'enseigne s'implante au Portugal en 2003. Le 27 mars 2006, Vêti succède à Vêtimarché afin de moderniser son image. À la suite des difficultés de l'enseigne, elle est rachetée par Kiabi en 2009 et disparaît alors progressivement.

### Internationalisation

#### Portugal, Belgique et Pologne
Intermarché se déploie, à partir de 1991, au Portugal et en Belgique puis, en Pologne à partir de 1997.

Intermarché rachète le groupe Belge Mestdagh, ce qui lui permet de doubler sa surface et de compter 166 magasins en Belgique en 2023.

#### Aventure allemande (Spar)

Logotype de Spar

En juin 1997, la commission des communautés européennes rend un avis positif au rapprochement des Mousquetaires et de SPAR (Allemagne). La concentration a lieu par le projet de TIWI GmbH (TIWI), contrôlée par la société Intercontessa AG (Intercontesa) elle-même contrôlée par ITM Entreprises, d'acquérir la société allemande SPAR Handels AG.
Spar Handels AG (SPAR) est le principal titulaire de la licence SPAR en Allemagne et est spécialisé dans la distribution de produits alimentaires et non alimentaires. Cette société est propriétaire de plusieurs enseignes dont SPAR, Netto et Kodi. L'activité de détail est réalisée pour une partie par des points de vente sous enseigne SPAR appartenant et gérés directement par la société et pour une autre par des détaillants indépendants franchisés. SPAR exerce une activité de commerce de gros et livre des points de vente étrangers au groupe.
En 2006, Les Mousquetaires cèdent leurs derniers actifs en Allemagne en vendant leurs 22 centres logistiques. Les activités de détail et de gros ont déjà été cédées en 2005 au distributeur allemand Edeka. Ils ont toutefois conservé l'enseigne Netto qui a remplacé CDM (Comptoirs des Marchandises).

#### Interex, la Roumanie et les Balkans

Logotype de InterEx

Depuis 1999, le groupe est présent dans les Balkans avec un premier magasin à Sarajevo et, à partir de 2002 et jusqu'en 2013 en Roumanie, sous la marque Interex.

### Identité visuelle (logo)

Ancien logo du groupe de 1994 à 2009.
Logo du groupe de 2009 au 27 novembre 2024.
Logo du groupement depuis le 27 novembre 2024[25].

## Structure de la direction du groupe

### Société Les Mousquetaires

#### Le lieu des décisions stratégiques
- La Société Les Mousquetaires (SLM) est détenue par environ 1 200 adhérents sur les 3000 qui composent le Groupement des Mousquetaires. Ces adhérents sont des chefs d’entreprise indépendants qui possèdent, individuellement, au moins la majorité absolue du capital de leur société, laquelle exploite un fonds de commerce sous l’une des enseignes appartenant au Groupement des Mousquetaires.
- La SLM détient la société ITM Entreprises, holding financier et juridique du Groupement des Mousquetaires. Implantée à Bondoufle (Essonne), ITM Entreprises assure la responsabilité de la gestion des différentes entités, placées directement sous son autorité.

#### Liste des présidents de la Société Les Mousquetaires
- De 1969 à 1994 : Jean-Pierre Le Roch (décédé, ancien adhérent d'Issy-les-Moulineaux)
- De 1994 à 2002 : Pierre Gourgeon (adhérent à Tain-l'Hermitage[26])
- De 2002 à novembre 2010 : Michel Pattou (adhérent à Croix et Roubaix)
- De novembre 2010 à mai 2016 : Jean-Pierre Meunier (adhérent Bricomarché de Pocé-sur-Cisse et de La-Ville-aux-Dames)
- De juin 2016 à octobre 2022 : Didier Duhaupand[27]
- Depuis janvier 2023 : Thierry Cotillard

### ITM Entreprises
- La société anonyme ITM Entreprises détient toutes les enseignes du Groupement des Mousquetaires (Intermarché, Netto, Bricomarché, Bricorama, Brico Cash, Roady, Rapid Pare Brise), lesquelles sont concédées à des sociétés franchisées ayant pour objet l’exploitation d’un point de vente et détenues elles-mêmes par un adhérent personne physique. À ce titre, elle touche les royalties des contrats de franchise accordant aux magasins l'utilisation de l'enseigne et mettant à leur disposition les moyens d'achat et de vente du groupement[28]. Elle fournit également à ses adhérents différents services dans les domaines immobilier, publicitaire et logistique[22].
- Le capital de la société ITM Entreprises est détenu par la société Les Mousquetaires (SLM).
- Le Groupement des Mousquetaires est présent en France, en Belgique, en Pologne, au Portugal et dans les Balkans[22].
- La société ITM Entreprises est cofondatrice et adhérente de la centrale d'achat Alidis fondée en 2002 avec son partenaire espagnol le groupe coopératif Eroski[29]. En 2005 le distributeur allemand Edeka, qui venait de racheter les points de vente de Spar Allemagne aux Mousquetaires, s'est allié à cette centrale formant la centrale Alidis (Alliance Internationale des distributeurs)[30].
- Les sociétés centrales d'achats passent commandes de produits auprès des fournisseurs référencés selon les besoins des bases. Les bases sont des plateformes régionales chargées d'exploiter un fonds de commerce de réception et de stockage des marchandises. En 2011, il y a 46 bases, spécialisées en produits frais, secs, mixtes, ou marchandises générales, qui représentent 1,3 million de m² de stockage. Les produits entreposés ne leur appartiennent pas. Leurs immobilisations sont la propriété d'ITM Entreprises
- Les fournisseurs livrent donc les bases qui livrent les points de vente, avec une flotte de 2300 semi-remorques transportant 10 millions de tonnes de marchandises par an. L'objectif d'une base est de livrer la marchandise commandée par les points de vente. Ces derniers peuvent toutefois passer des commandes en direct à des fournisseurs[28].
- En janvier 2018, Les Mousquetaires rachètent l'enseigne Bricorama via la filiale ITM Equipements de la Maison[31].
- En juillet 2018, Les Mousquetaires reprennent les enseignes Rapid Pare-Brise et American Car Wash via la filiale ITM Automobile[32].
- En février 2019, Les Mousquetaires intègrent l’enseigne IZYSCOOT via la filiale ITM Automobile[33].

## Les franchisés

### Rôles et pouvoirs
- En plus de son activité de chef d’entreprise, chaque adhérent participe au titre d’un « tiers temps » à l’ensemble des fonctions du groupement. Ces fonctions comprennent, notamment, les bases d’approvisionnement, les achats de marchandises, la publicité, l’informatique…
- Chaque adhérent est propriétaire de la société commerciale et du fonds de commerce.

### Recrutement et sélection des adhérents
En 2007, environ 20 % des candidats étaient cooptés par les affiliés, 35 % étaient des salariés travaillant en magasin ou en centrale et le reste venait d'autres filières apportant une expérience préalable. Le recrutement est ponctué d'entretiens et de rencontres au cours desquels les candidats doivent montrer leur adhésion aux valeurs du groupe, leur capacité à financer leur projet et leurs motivations. Il est clôturé par un stage de 4 mois et demi. Ce processus piloté par des adhérents se termine par un agrément national, il est rare qu'il soit interrompu, les candidats ayant suffisamment d'information se rendent compte eux-mêmes s'ils sont faits ou non pour remplir cette fonction.

### Les frondes
Régulièrement des associations d'adhérents voient le jour. La première créée en 1993, l'Adagi, rassemblait plusieurs centaines de « patrons » dénonçant leurs rapports avec leur franchiseur. Elle fut dissoute en 1998. Depuis, d'autres associations ont été créées sans grand succès, comme La Sagaie, animée par Patrick Sicard, un ancien propriétaire d'Intermarché dans l'Isère. Plus récemment, durant l'été 2010, ce sont certains hypers, regroupés au sein de l'association d'Artagnan, qui menacent de quitter le Groupement, pour protester contre une politique commerciale peu adaptée à leur situation. On critique le plus souvent au travers des différents courants le recrutement des adhérents et ses méthodes sectaires[réf. nécessaire].

## Autres secteurs d'activité (production)

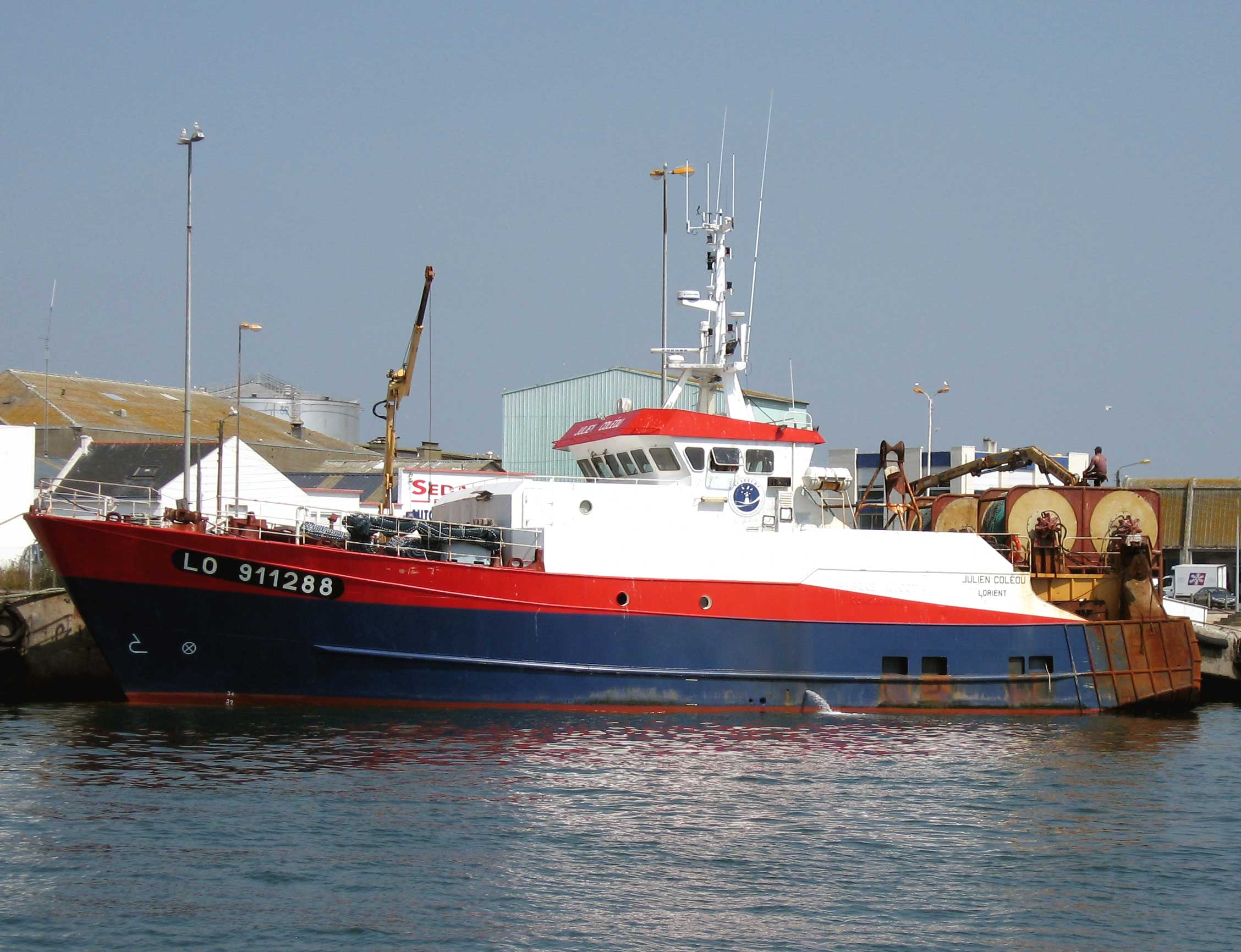
Chalutier de l'armement Scapêche dans le port de Lorient (juillet 2006)

### La pêche: Scapêche et Scamer

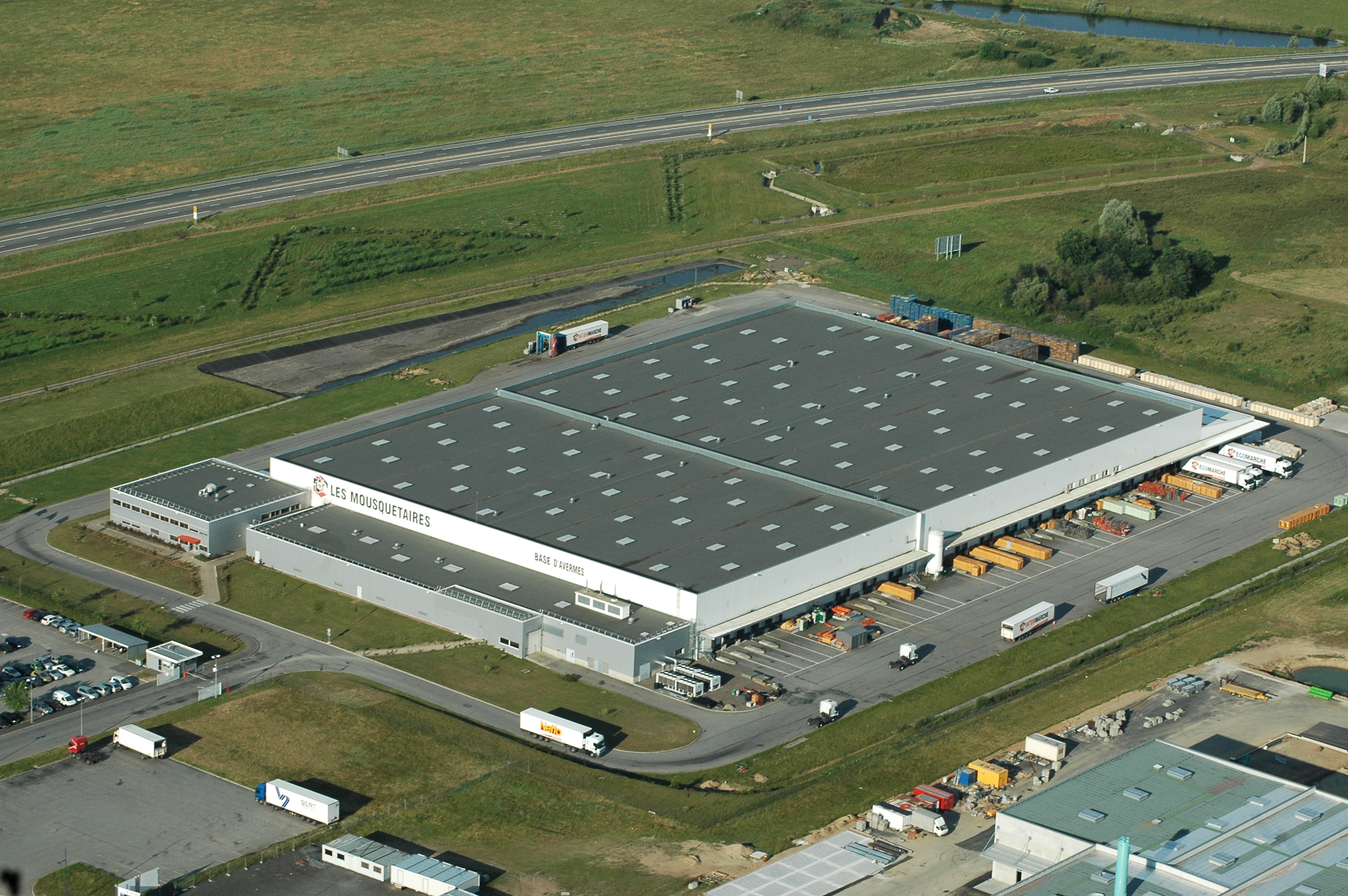
Centre de distribution Les Mousquetaires d'Avermes

À partir de 1993, le groupement investit dans la pêche et se constitue une flotte. Les activités liées à la pêche, à sa transformation et à leurs distributions sont réalisées à travers deux sociétés : Scapêche et Scamer.

La Scapêche (Société centrale des armements Mousquetaires à la pêche) est, en 2007, le premier armateur français de pêche fraîche[réf. nécessaire]. La société regroupe 23 navires et 250 marins et officiers, basés au Guilvinec, à La Réunion et à Lorient, deux usines de mareyage (Capitaine HOUAT), à Lorient et à Boulogne-sur-Mer et Les viviers de la Méloine, un vivier de stockage de coquillages et crustacés à Plougasnou. L'acheminement du poisson est réalisé dans les points de vente par la société Scamer disposant de cinq bases sur tout le territoire français. Le dernier navire a été baptisé à Lorient le mardi 29 septembre 2015. Le navire porte le nom du fondateur du groupe Intermarché, Jean-Pierre Le Roch.

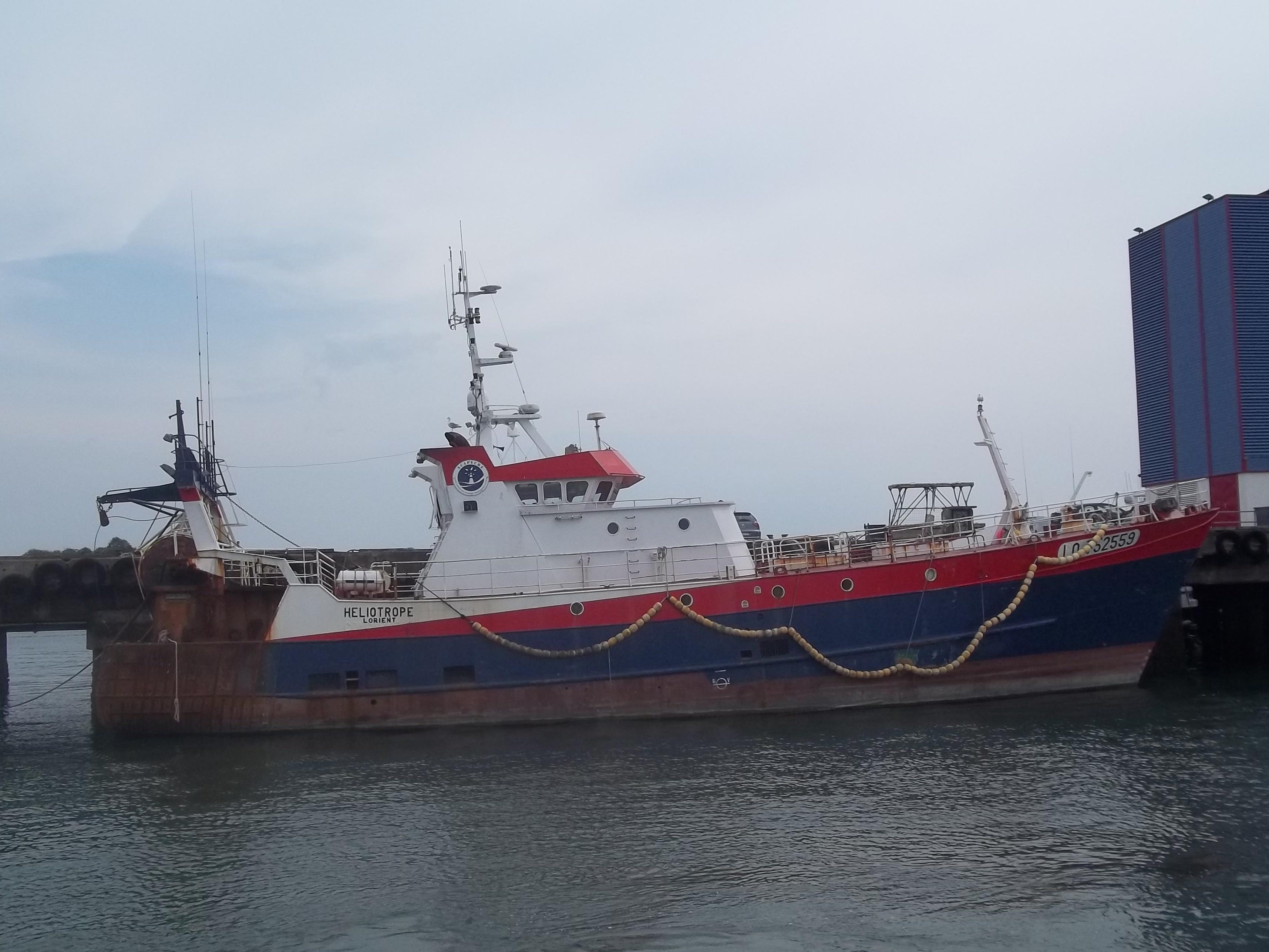
l'helliotrope navire de la scapeche dans le port de peche de Lorient

#### Chalutage en eaux profondes
À l'automne 2013, un billet sur le blog BD de Pénélope Bagieu,, reprenait les arguments de l'association Bloom pour dénoncer la pêche en eaux profondes et renvoyer vers la pétition de l'association pour l'interdiction de ce type de pêche. La BD a fait le buzz et a permis à l'association de récolter des centaines de milliers de signatures. D'après l'association, la pêche en eaux profondes ravage les fonds marins et cette activité n'est pas directement rentable, mais a été subventionnée à hauteur de 10 millions d'euros entre 2000 et 2010. De son côté, la Scapêche affirme que la pêche s'effectue sur « des fonds constitués de plaines de sable et de vase » et qu'elle est rentable depuis 2009.
Le 10 décembre 2013, le Parlement européen n'a pas souhaité interdire la pêche au chalut en eaux profondes, mais l'encadrer plus strictement. À la suite de ce vote, la Scapêche a invité les ONG à travailler avec elle sur un cahier des charges de production. Le 31 janvier 2014, un accord a été trouvé entre la Scapêche et les ONG (Bloom, Deep Sea Conservation Coalition et WWF). La Scapêche ne pratiquera plus d'action de pêche en dessous de 800 mètres de profondeur et poursuivra les campagnes d'évaluation des stocks de poissons et des écosystèmes marins. Malheureusement, cet accord ne sera plus respecté dès janvier 2015. En juin 2016, un accord pris par l'Union Européenne entraînera l'interdiction de la pêche profonde au-delà de 800 m, soit un retour en arrière pour la Scapêche.

### Le transport aérien: Air ITM

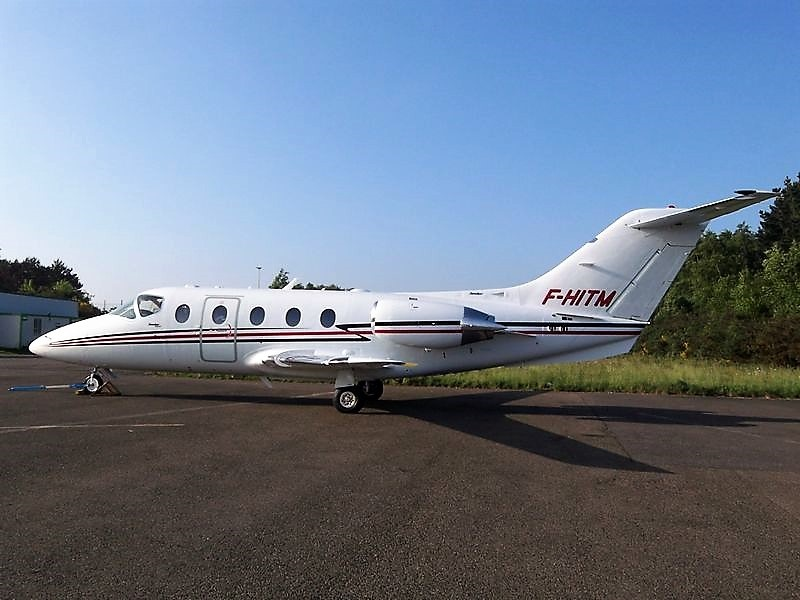
Hawker 400XP F-HITM d'Air ITM à Lorient

Le 5 janvier 2005 était créée la compagnie aérienne française de transport public de voyageurs AIR ITM détenue par ITM entreprises. La compagnie basée sur l'aéroport de Lorient assurait des vols à la demande pour particuliers ou entreprises et assurait la mission rapatriement des marins en bases avancées du groupement des Mousquetaires (AgroMousquetaires).
L'unique avion d'Air ITM, au rayon d'action de 3 000 km, était basé sur l'aéroport de Lorient Bretagne Sud. C'était un jet biréacteur de 9 places, un  Hawker 400XP (immatriculé F-HITM) qui effectuait plusieurs fois par semaine le rapatriement hebdomadaire des équipages de la Scapêche (Société Centrale des Armements Mousquetaires à la Pêche) sur Lorient en provenance de l'Écosse (Inverness) ou l'Irlande, bases des bateaux de pêche de cette société. Elle a cessé ses activités en 2021 après 16 ans d'exploitation en commençant avec un Beechcraft 200 King Air (immatriculé F-GLLH).
Elle a revendu le Hawker en avril 2022 qui vole aujourd'hui sous pavillon américain (N-501-XP). La compagnie aérienne lorientaise Lorizon Aircraft a repris cette mission rapatriement des marins de la Scapêche avec un Embraer ERJ-135 de 37 places. Néanmoins, coup de théâtre le 24 avril 2024 lorsque le Tribunal de Commerce de Bordeaux plaçait en redressement judiciaire Millésime Aviation titulaire du pavillon de Lorizon Aircraft. La Scapêche effectue donc sa mission de rapatriement des marins entre Inverness-Cork et Lorient par d'autres compagnies aériennes,.

### Le pôle industriel agroalimentaire
En 2011, Les Mousquetaires détiennent 60 unités de production dans les domaines de l'abattage et de la préparation, du conditionnement et de la transformation de la viande, de l'eau, de la boulangerie et de la pâtisserie, des produits à base de cellulose, des produits « traiteur ». Les activités de production alimentaires se situent principalement dans l'Ouest de la France.
- L'ensemble de ces usines ont réalisé, en 2012, 3,54 milliards d'euros de chiffre d'affaires et représentent 9 500 salariés.

- Les activités d'abattage et de transformation de viande bovine et porcine sont réalisées par la SVA Jean Rozé (Société Vitréenne d'Abattage) dont le siège social est localisé à Vitré[42] (abattoir de Vitré). Elle exploite des sites de transformation essentiellement en Bretagne. La viande porcine est traitée dans l'usine de La Guerche-de-Bretagne, la salaison par les Salaisons Celtiques près de Pontivy et Salaisons du Guéméné[57] (anciennement SDG Triskel) à Lorient[42].

Cette activité industrielle se traduit par un nombre important de marques connues par le grand public qui appartiennent aux Mousquetaires : Monique Ranou (2e marque de charcuterie en France), sept marques d'eau (Aix-les-Bains, Luchon, Vernet, Sainte-Marguerite, etc.), Jean Rozé (viande), Pâturages de France (produits Laitiers), Capitaine Cook, Claude Léger (traiteur), Adélie (glaces).

## Historique des chiffres d'affaires consolidés
|       | 2007 | 2008 | 2009 | 2010 | 2011 | 2012 | 2013 | 2014 | 2015 | 2016 | 2017 | 2018 | 2019 |
| ----- | ---- | ---- | ---- | ---- | ---- | ---- | ---- | ---- | ---- | ---- | ---- | ---- | ---- |
| CA HT | 32,7 | 34,8 | 34   | 35   | 37   | 39,1 | 39,9 | 40,1 |      | 40,2 | 41,6 | 44,5 | 45,3 |

|                            | Inter Hyper | Inter Super | Inter Contact | Inter Express | Netto | Bricomarché | Roady | Brico Cash | Poivre Rouge |
| -------------------------- | ----------- | ----------- | ------------- | ------------- | ----- | ----------- | ----- | ---------- | ------------ |
| Nombre de magasins en 2014 | 85          | 1360        | 326           | 61            | 308   | 499         | 118   | 13         | 81           |
| Nombre de magasins en 2017 | 84          | 1365        | 303           | 86            | 295   | 479         | 115   | 26         | 85           |

## Logothèque

Logo de Stationmarché
Ancien logo de Roady
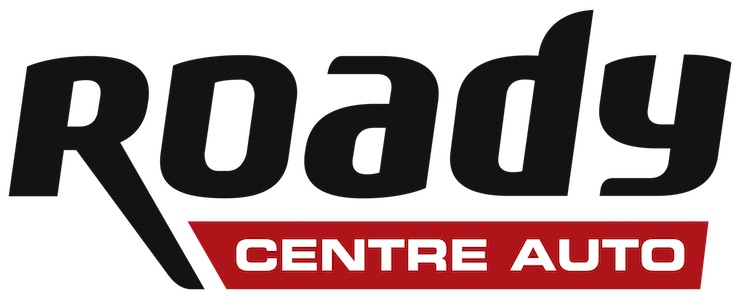
Logo actuel de Roady
Ancien logo de Netto
Logo actuel de Netto
Logo de Vêtimarché
Logo de Vêti
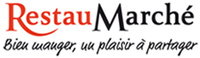
Logo de Restaumarché
Logo d'Espace Temps
Logo de Poivre Rouge
Logo de Logimarché
Ancien logo de Bricomarché
Ancien logo de Bricomarché
Logo actuel de Bricomarché
Ancien logo de Intermarché
Logo actuel de Intermarché
Logo de Intermarché Super
Logo de Intermarché Hyper
Logo de Intermarché Contact
Logo de Intermarché Express
Logo de Ecomarché
Logo de la filiale AgroMousquetaires
Logo de l'ancienne compagnie aérienne Air ITM
Logo de l'armateur Scapêche
Logo actuel de Bricocash
Ancien logo de Bricorama
Logo actuel de l'enseigne Bricorama
Logo de American Car Wash
Logo de l'enseigne Belge Rapide auto-Glas
Logo actuel de l'enseigne Izyscoot